# Sarah Fisher
Sarah Marie Fisher (Columbus, 4 ottobre 1980) è una pilota automobilistica statunitense.
Corse la sua prima 500 Miglia di Indianapolis a 19 anni nel 2000, diventando la terza donna in assoluto a prenderne parte dopo Janet Guthrie e Lyn St. James. Nella stessa stagione conquistò anche un terzo posto in Kentucky.
Dal 2008 disputa la 500 Miglia con la sua squadra, la Sarah Fisher Racing.